# Thị Trung, Tảo Trang
Thị Trung (tiếng Trung: 市中区, Hán Việt: Thị Trung khu) là một quận của địa cấp thị Thanh Đảo, tỉnh Sơn Đông, Cộng hòa Nhân dân Trung Hoa. Quận này có diện tích 375 km2, dân số năm 2001 là 480.900 người. Quận Thị Trung được chia ra các đơn vị hành chính gồm 5 nhai đạo, 3 trấn và 2 hương.